# (3027) Shavarsh
(3027) Shavarsh es un asteroide perteneciente al cinturón de asteroides descubierto por Nikolái Stepánovich Chernyj el 8 de agosto de 1978 desde el Observatorio Astrofísico de Crimea, en Naúchni.

## Designación y nombre
Shavarsh recibió inicialmente la designación de 1978 PQ2.
Más tarde, en 1986, se nombró en honor del nadador soviético Shavarsh Karapetyan.

## Características orbitales
Shavarsh está situado a una distancia media del Sol de 2,675 ua, pudiendo alejarse hasta 3,259 ua y acercarse hasta 2,091 ua. Su inclinación orbital es 1,963 grados y la excentricidad 0,2184. Emplea en completar una órbita alrededor del Sol 1598 días.

## Características físicas
La magnitud absoluta de Shavarsh es 13,2. Tiene 12 km de diámetro y se estima su albedo en 0,0585.